# Kanton Pantin-Est
Der Kanton Pantin-Est war von 1967 bis 2015 ein französischer Wahlkreis im Arrondissement Bobigny, im Département Seine-Saint-Denis und in der Region Île-de-France. Er bestand aus einem Teil der Gemeinde Pantin mit 30.446 Einwohnern (2012).